# Ганнибал: Восхождение (фильм)
«Ганнибал: Восхождение» (англ. Hannibal Rising) — фильм ужасов, поставленный британским режиссёром Питером Уэббером по одноимённому роману Томаса Харриса и вышедший в прокат в 2007 году.
По хронологии событий, это будет первый фильм в серии о Ганнибале Лектере: «Ганнибал: Восхождение» (2007) — «Красный дракон» (2002) — «Молчание ягнят» (1991) — «Ганнибал» (2001).

## Сюжет
Литва, зима 1944 года. Аристократ Лектер с женой и детьми, сыном Ганнибалом и дочкой Мишей, укрывается от приближающегося фронта в своём охотничьем домике. В результате авианалёта родители погибают, и дети остаются одни. Домик находят шесть вооружённых местных мародёров, кандидатов в войска СС, скрывающихся от наступающей Красной армии. Оставшись без еды, они съедают девочку. Убежавшего в лес Ганнибала спасают советские солдаты.
Прошло восемь лет. Ганнибал находится в детском доме, расположенном в бывшем замке Лектеров. Он постоянно подвергается насмешкам и унижению со стороны детей и воспитателей. Парень решается на побег и отправляется к дяде, живущему во Франции; но дядя уже умер, и юношу радушно принимает его молодая вдова, японка Мурасаки Сикибу. Мурасаки занимается с юношей японской культурой, в том числе кэндо. На городском рынке над Мурасаки зло насмехается местный мясник Поль Момун, ранее сотрудничавший с нацистами. Он становится первой жертвой Ганнибала: юноша, вооружившись катаной, отрубает мяснику голову. Дело расследует инспектор Паскаль Попиль. Он задерживает Ганнибала по подозрению в убийстве, однако Мурасаки подбрасывает к ограде участка голову мясника, таким образом обеспечив племяннику алиби. Она умоляет племянника прекратить убийства, обещая ему близость, но тот отказывается.
Дом дяди уходит с молотка, и Ганнибал поступает в медицинскую школу в Париже, одновременно подрабатывая препаратором тел в морге. Однажды Лектер становится очевидцем гильотинирования преступника. Ему удаётся украсть препарат, обостряющий воспоминания. Подвергнув себя воздействию препарата, он вспоминает, что эсэсовские жетоны мародёров остались в охотничьем домике. Ганнибал возвращается на бывшую родину, где в развалинах находит медальоны. За ним следит один из мародёров Энрикас Дортлих, устроившийся после войны в милицию. Лектер связывает Дортлиха и пыткой выбивает из него сведения о местонахождении других мародёров. После признания Ганнибал казнит Дортлиха и готовит жаркое из щёк мародёра, добавив собранные тут же в лесу грибы.
Другой мародёр Петрас Колнас проживает в Фонтенбло. Он обзавёлся семьёй, детьми и неплохим ресторанчиком. Увидев подкинутый Ганнибалом в карман его дочери жетон, Колнас отправляется к вожаку — Владису Грутасу, который тоже скрывается во Франции и занимается криминальным бизнесом по торговле людьми. Грутас посылает третьего мародёра Зигмаса Милко убить Лектера, но тот попадается в ловушку. Лектер погружает Милко в резервуар с водой и выбивает из Милко сведения о Грутасе, после чего топит его в резервуаре.
Ганнибал проникает в тайную резиденцию Грутаса, но его хватают подручные мародёра. Благодаря взрыву бомбы, Лектеру удаётся бежать. Тогда Грутас захватывает Мурасаки и шантажирует Лектера. Ганнибал в свою очередь шантажирует Колнаса, намекая, что похитил его дочь. Колнас выдаёт местонахождение баржи Грутаса. На вопрос, где его дочь, Ганнибал набирает номер телефона, на звонок отвечает жена Колнаса и тот по телефону велит жене проверить детскую, та говорит, что у детей всё в порядке и что они спят. Колнас понимает, что Ганнибал обманул его, и пытается пристрелить юношу, но тот пронзает голову ресторатора ударом танто.
Когда Ганнибал проникает на баржу, спрятавшийся Грутас стреляет юноше в позвоночник, но пуля попадает в скрытый на теле клинок. Торжествующий Грутас готовится добить «парализованного» Лектера, но тот внезапным ударом танто подрезает ахилловы сухожилия Грутаса, обездвижив мародёра. Тот выдаёт местонахождение последнего из банды Борниса Гренца за обещание быстрой смерти, однако не удерживается от того, чтобы сообщить Ганнибалу страшную правду: мальчика тоже кормили бульоном, сваренным из его сестры. В бешенстве Лектер вырезает букву «М» на груди Грутаса. Ганнибал признаётся в любви Мурасаки, но та отвечает ему, что он уже утратил способность любить. Ганнибал откусывает щеки Грутаса и поджигает и взрывает баржу, таким образом инсценируя свою смерть.
Затем Лектер отправляется к Гренцу в деревушку располагающуюся неподалёку от г. Мелвилл, Канада. Придя в лавку таксидермиста, он говорит литовцу: «Я прибыл за головой», — и показывает рисунок и жетон мародёра.

## В ролях
| Актёр                | Роль                        |
| -------------------- | --------------------------- |
| Гаспар Ульель        | Ганнибал Лектер             |
| Хелена Лиа Тачовска  | Миша Лектер                 |
| Ингеборга Дапкунайте | мать Лектера                |
| Гун Ли               | леди Мурасаки Сикибу        |
| Рис Иванс            | Владис Грутас               |
| Кевин Маккидд        | Петрас Колнас               |
| Беата Бен Аммар      | мадам Колнас                |
| Робби Кей            | сын Колнасов                |
| Ричард Брейк         | Энрикас Дортлих             |
| Стивен Уолтерс       | Зигмас Милко                |
| Иван Маревич         | Бронис Гренц                |
| Шарль Макиньон       | мясник Поль Момун           |
| Доминик Уэст         | инспектор Паскаль Попиль    |
| Павел Бездек         | Дитер                       |
| Дени Меноше          | шеф полиции                 |
| Аарон Томас          | Ганнибал Лектер (в детстве) |

## Критика
На агрегаторе рецензий Rotten Tomatoes лента имеет 15 % одобрения со средней оценкой 4 из 10 на основе 149 рецензий. Критический консенсус вебсайта гласит: «Ганнибал: Восхождение» сводит культовый ужастик к набору психологических черт за копейки". На Metacritic фильм имеет 35 баллов из 100 на основе 30 рецензий, что соответствует статусу «В основном негативные отзывы».

## Награды и номинации
| Награда        | Категория                           | Результат |
| -------------- | ----------------------------------- | --------- |
| Золотая малина | Худшее оправдание для фильма ужасов | Номинация |
| Золотая малина | Худший приквел                      | Номинация |